# Viktoriner
Die Viktoriner sind eine 1108 von Theologen und Kanonikern des regulierten Kanonikerstifts Saint-Victor in Paris gegründete Gemeinschaft.
Sie nahm unter ihrem ersten Abt Gilduin (1135–55) die Augustinusregel an und fügte dieser eigene Consuetudines an (→ Augustiner-Chorherren vom Heiligen Victor).
Die Victoriner strebten eine Synthese von Mystik und Scholastik an. Sie sahen das Ziel von Leben und Erkenntnis in kontemplativer mystischer Gottesschau und betonten die Symbolhaftigkeit in der Welt.
Ihre wichtigsten Vertreter waren Hugo von St. Viktor, Richard von St. Viktor, Adam von St. Viktor, Thomas Gallus und Andreas von Wigmore. Petrus Lombardus verbrachte auf Empfehlung von Bernhard von Clairvaux einen Teil seiner Studienzeit in Saint-Victor. Von den Denkweisen der Viktoriner wurden die spätmittelalterliche Mystik, die Franziskaner und der Kirchenbau in Italien beeinflusst.